# Hickling (Nottinghamshire)
Hickling – wieś w Anglii, w hrabstwie Nottinghamshire, w dystrykcie Rushcliffe. Leży 18 km na południowy wschód od miasta Nottingham i 158 km na północ od Londynu.